# Tomáš Mojžíš
Tomáš Mojžíš, född 2 maj 1982 i Kolín, Tjeckien, är en tjeckisk ishockeyspelare som för närvarande spelar i HC Slovan Bratislava i Kontinental Hockey League.
Han har tidigare spelat ett antal matcher i NHL för klubbarna Vancouver Canucks, St. Louis Blues och Minnesota Wild.

## Statistik
| 1999/2000  | HC Pardubice         | Extraliga  | 40 | 7  | 1  | 8  | —   | —  | — | — | — | —  |
| 2000/2001  | Moose Jaw Warriors   | WHL        | 72 | 11 | 25 | 36 | 115 | 4  | 0 | 1 | 1 | 8  |
| 2001/2002  | Moose Jaw Warriors   | WHL        | 28 | 2  | 11 | 13 | 43  | —  | — | — | — | —  |
| 2001/2002  | Seattle Thunderbirds | WHL        | 36 | 8  | 15 | 23 | 66  | 11 | 1 | 3 | 4 | 20 |
| 2002/2003  | Seattle Thunderbirds | WHL        | 62 | 21 | 49 | 70 | 126 | 15 | 1 | 6 | 7 | 36 |
| 2003/2004  | Manitoba Moose       | AHL        | 63 | 5  | 13 | 18 | 50  | —  | — | — | — | —  |
| 2004/2005  | Manitoba Moose       | AHL        | 80 | 7  | 23 | 30 | 62  | 14 | 0 | 2 | 2 | 28 |
| 2005/2006  | Manitoba Moose       | AHL        | 37 | 5  | 13 | 18 | 52  | —  | — | — | — | —  |
| 2005/2006  | Vancouver Canucks    | NHL        | 7  | 0  | 1  | 1  | 12  | —  | — | — | — | —  |
| 2005/2006  | Peoria Rivermen      | AHL        | 12 | 3  | 4  | 7  | 14  | 1  | 0 | 0 | 0 | 0  |
| 2006/2007  | Peoria Rivermen      | AHL        | 69 | 2  | 24 | 26 | 112 | —  | — | — | — | —  |
| 2006/2007  | St. Louis Blues      | NHL        | 6  | 1  | 0  | 1  | 0   | —  | — | — | — | —  |
| 2007/2008  | HC Sibir Novosibirsk | RSL        | 28 | 2  | 1  | 3  | 38  | —  | — | — | — | —  |
| 2008/2009  | Minnesota Wild       | NHL        | 4  | 0  | 1  | 1  | 2   | —  | — | — | — | —  |
| 2008/2009  | Houston Aeros        | AHL        | 46 | 7  | 15 | 22 | 51  | 15 | 2 | 0 | 2 | 8  |
| 2009/2010  | Modo Hockey          | SEL        | 52 | 5  | 5  | 10 | 44  | —  | — | — | — | —  |
| 2010/2011  | HK Dinamo Minsk      | KHL        | 42 | 2  | 7  | 9  | 46  | —  | — | — | — | —  |
| 2011/2012  | HC TPS               | FM         | 59 | 6  | 26 | 32 | 40  | —  | — | — | — | —  |
| NHL totalt | NHL totalt           | NHL totalt | 17 | 1  | 2  | 3  | 14  | —  | — | — | — | —  |

- Wikimedia Commons har media som rör Tomáš Mojžíš.